# Royal Scotland
Royal Scotland ist ein britischer Kurzfilm aus dem Jahr 1952. Er wurde von Gerry Bryant, Jonah Jones, Ken Cameron, Terry Trench und Richard Warren geschaffen.

## Handlung
Der Film stellt Schottland und seine geschichtsträchtigen Orte und Sehenswürdigkeiten vor. Zu den ältesten Bewohnern der Insel zählen die Schottischen Hochlandrinder, zu den Betätigungen der Schotten gehört die Jagd. Der britische König Georg zog sich im Sommer oft nach Schottland zurück, wo er auf Balmoral Castle lebte. Es folgen Bilder der königlichen Familie. Zu den weiteren bedeutenden Schlössern in Schottland gehört das Stirling Castle, geschichtsträchtig ist die Melrose Abbey. Der Film erinnert an das Massaker von Glencoe. St Andrews als Wiege des Golfsports wird gezeigt sowie Bilder der Highland Games in Braemar (Braemar Gathering). Anschließend folgt die Geschichte von Maria Stuart, ihr Schicksal und die verschiedenen Orte in Schottland, an denen sie lebte.

## Produktion
Der in Technicolor gedrehte Film entstand mit finanzieller Unterstützung des Foreign and Commonwealth Office. Es singen der Kirkintilloch Junior Choir unter der Leitung von John R. MacPherson, es spielt die Pipe Band of the City of Glasgow Police unter der Leitung von John MacDonald.

## Auszeichnungen
Royal Scotland wurde 1953 für einen Oscar in der Kategorie „Bester Kurzfilm (eine Filmrolle)“ nominiert, konnte sich jedoch nicht gegen Light in the Window: The Art of Vermeer durchsetzen.